# Klanjšek
Klanjšek je priimek v Sloveniji, ki ga je po podatkih Statističnega urada Republike Slovenije na dan 1. januarja 2010 uporabljalo 127 oseb.

## Znani nosilci priimka
- Ada Klanjšek (1918-1984), partizanka prvoborka, športna delavka
- Jože Klanjšek - Vasja (1927-1965), partizan, narodni heroj, polkovnik
- Maks(imiljan) Klanjšek (1931-2006), pater minorit, gvardijan in provincial, ptujski župnik
- Martin Klanjšek (*1977), fizik trdne snovi (IJS), prof. FMF
- Rudi Klanjšek, zgodovinar in sociolog (Mb)